# Selago intermedia
Selago intermedia är en flenörtsväxtart som beskrevs av O.M. Hilliard. Selago intermedia ingår i släktet Selago och familjen flenörtsväxter. Inga underarter finns listade i Catalogue of Life.